# Energetyka wodna w Islandii

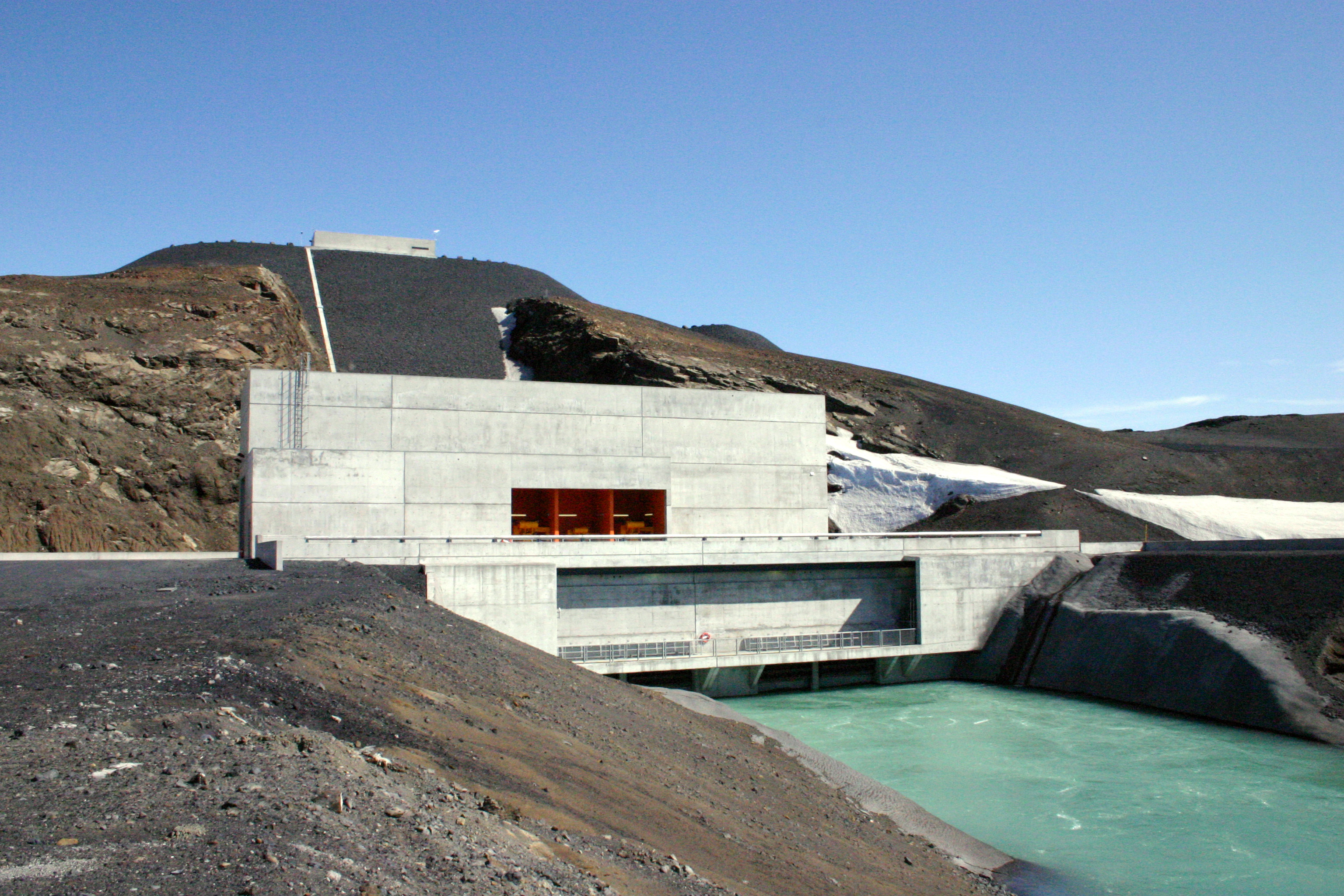
Elektrownia wodna Vatnsfell

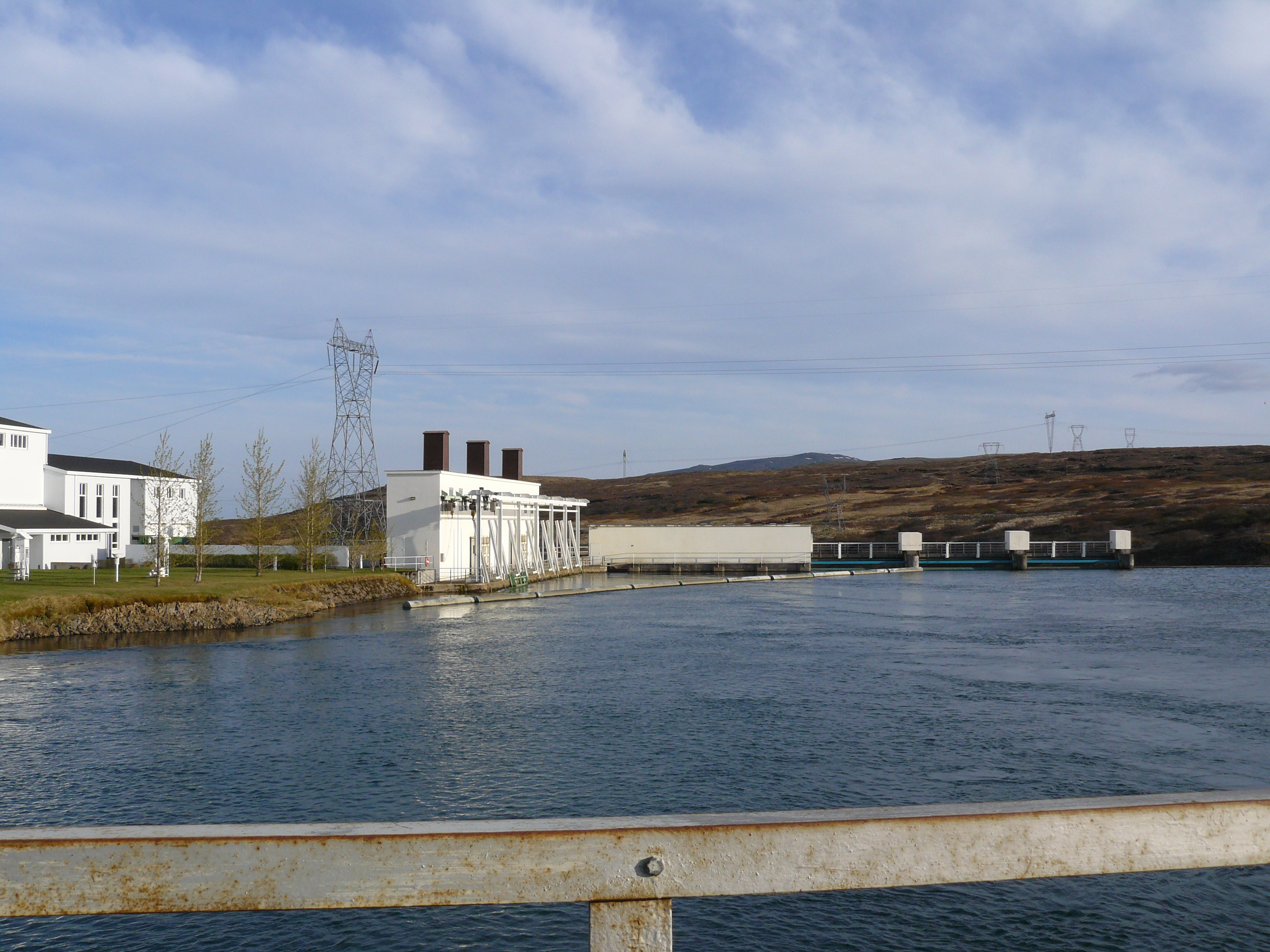
Elektrownia wodna Ýrufoss

Energetyka wodna w Islandii – gałąź przemysłu islandzkiego zajmująca się pozyskiwaniem energii wód i jej przetwarzaniem na energię elektryczną. 
Hydroenergetyka pokrywa 73,1% krajowego zapotrzebowania na energię elektryczną. Islandia zajmuje 11. miejsce w Europie pod względem produkcji energii elektrycznej w hydroelektrowniach i 1. miejsce na świecie pod względem produkcji na 1 mieszkańca.

## Warunki naturalne
Ponad 10% wyspy pokrywają lodowce (największe z nich to Vatnajökull, Langjökull i Hofsjökull), z których wypływają liczne rzeki polodowcowe, jak np.  Þjórsá, Jökulsá á Fjöllum, Hvítá, Skjálfandafljót, Jökulsá á Brú, czy też Tungnaá. Cechują się one dużym przepływem wody (do 100m3/s) oraz dużymi różnicami wysokości – od źródeł na wysokości kilkuset m n.p.m. do ujścia do oceanu. Takie czynniki w połączeniu z dużą liczbą wodospadów stanowią bardzo dobre warunki do rozwoju energetyki wodnej. Mimo to, ze względu na duże walory przyrodnicze, część rzek jest objęta ochroną i ich eksploatacja energetyczna jest zabroniona.
Potencjał hydroenergetyczny Islandii oszacowano na 184 TWh/rok, z czego wykorzystywanie 40 TWh/rok jest ekonomicznie opłacalne. Biorąc pod uwagę roczną produkcję energii elektrycznej pochodzącej z hydroelektrowni na Islandii, która wynosi 13,8 TWh (2017), wykorzystywane jest około 1/3 opłacalnego potencjału energetycznego.

## Historia
Pierwszą elektrownię wodną na Islandii otwarto w 1904 roku. Znajdowała się w okolicach Reykjavíku i miała moc 9 kW. Kolejną hydroelektrownię o nazwie Fjarðarselsvirkjun otwarto w 1913 roku, natomiast w roku 1921 do użytku została oddana elektrownia w Seyðisfjörður o mocy 1 MW. 
Kolejne inwestycje w hydroenergetykę nastąpiły w latach 50. XX wieku. Na rzece Sog otwarto dwie elektrownie w 1953 roku o mocy 31 MW i w 1959 roku o mocy 26,4 MW. Należały one częściowo do rządu Islandii i były pierwszymi inwestycjami energetycznymi w kraju z myślą o przemyśle. 
W 1965 roku rząd wspólnie z urzędem miasta Reykjavík założył spółkę energetyczną Landsvirkjun. W 1969 roku wspólnie wybudowali elektrownię o mocy 210 MW na rzece Þjórsá, która była szczególnie ważna dla powstającego wówczas w południowo-wschodniej Islandii przemysłu wydobycia i produkcji aluminium.
W 2002 r. 17% energii elektrycznej produkowanej na Islandii pochodziło z hydroenergetyki. W związku z tym rząd postanowił, że powinna powstać infrastruktura pozwalająca na uzyskiwanie kolenych 30 TWh rocznie z tego źródła. W 2009 r. Islandia zakończyła swój największy program hydroenergetyczny, oddając do użytku kompleks Kárahnjúka o mocy 690 MW. Projekt ten powstał głównie z myślą o kompleksie hutniczym w Reyðarfjörður.

## Produkcja
Według raportu International Hydropower Association, w Islandii w 2017 roku wyprodukowano 13,82 TWh energii elektrycznej pochodzącej z hydroenergetyki. Przy zapotrzebowaniu kraju na poziomie 19,2 TWh, zaspokaja to 73,1% zapotrzebowania energetycznego kraju. Elektrownie wodne w Islandii mają łączną moc 1986 MW. Jest to ok. 0,9% ogólnej mocy hydroenergetycznej Europy i plasuje Islandię na 24. miejscu w Europie pod względem łącznej mocy – trzy pierwsze miejsca zajmują Norwegia (31 837 MW), Turcja (26 681 MW) i Francja (25 517 MW). Reykjavík był jednym z trzech europejskich dużych miast (razem z Oslo i Bazyleą), w których ponad 70% energii elektrycznej zostało dostarczone z hydroenergetyki. Islandia jest też na 1. miejscu na świecie jeśli chodzi o produkcję energii elektrycznej z hydroenergetyki na jednego mieszkańca (42 MWh).
| Rok                                   | 1990  | 2000  | 2010   | 2011   | 2012   | 2013   | 2014   | 2015   | 2016   | 2017   | Różnica 1990-2017 |
| ------------------------------------- | ----- | ----- | ------ | ------ | ------ | ------ | ------ | ------ | ------ | ------ | ----------------- |
| Ogólna produkcja energii elektrycznej | 4510  | 7684  | 17 059 | 17 211 | 17 549 | 18 116 | 18 122 | 18 798 | 18 549 | 19 239 | + 14 729          |
| W tym z hydroelektrowni               | 4204  | 6356  | 12 592 | 12 507 | 12 337 | 12 863 | 12 873 | 13 780 | 13 470 | 14 059 | + 9855            |
| % energii z hydroelektrowni           | 93,2% | 82,7% | 73,8%  | 72,7%  | 70,3%  | 71,0%  | 71,0%  | 73,3%  | 72,6%  | 73,1%  | – 20,1 pp.        |

Źródło: 

### Największe elektrownie wodne w Islandii
| Nazwa         | Rzeka             | Rok otwarcia | Moc (MW) | Średnia produkcja (GWh/rok) | Różnica poziomów |        |
| ------------- | ----------------- | ------------ | -------- | --------------------------- | ---------------- | ------ |
| Fljótsdalur   | Jökulsá á Brú     | 2008         | 690      | 4800                        | 599 m            | [ 9 ]  |
| Búrfell       | Thjórsá           | 1972, 1988   | 270      | 2300                        | 115 m            | [ 10 ] |
| Hrauneyjafoss | Tungnaá           | 1981         | 210      | 1300                        | 88 m             | [ 11 ] |
| Blanda        | Blanda            | 1992         | 150      | 910                         | 287 m            | [ 12 ] |
| Sigalda       | Tungnaá           | 1978         | 150      | 920                         | 74 m             | [ 13 ] |
| Sultartangi   | Tungnaá i Thjórsá | 2000         | 120      | 1020                        | 45 m             | [ 14 ] |
| Búðarháls     | Tungnaá           | 2014         | 95       | 585                         | 40 m             | [ 15 ] |
| Vatnsfell     | Tungnaá i Thjórsá | 2001         | 90       | 490                         | 65 m             | [ 16 ] |
| Sog           | Sog               | 1959         | 89       | 463                         | 20,5 m           | [ 17 ] |